# Ostrokapți, Vidin
Ostrokapți (în bulgară Острокапци) este un sat în comuna Dimovo, regiunea Vidin,  Bulgaria. 

## Demografie
Componența etnică a satului Ostrokapți
     Romi (6,49%)
     Bulgari (88,31%)
     Nicio identificare (5,19%)
     Altele (0%)
La recensământul din 2011, populația satului Ostrokapți era de 77 locuitori. Din punct de vedere etnic, majoritatea locuitorilor (88,31%) erau bulgari, cu o minoritate de romi (6,49%). Pentru 5,19% din locuitori nu este cunoscută apartenența etnică.